# 岸本誠二郎
岸本 誠二郎（きしもと せいじろう、1902年7月5日 - 1983年4月5日）は、日本の経済学者。京都大学名誉教授。専門は理論経済学。「分配と価格」に関する基本原理を作り上げた。

## 経歴
岡山県出身。第六高等学校を経て1925年東京帝国大学経済学部卒、同大学院入学。1940年「価格の理論」で経済学博士（東京商科大学 (旧制)）。法政大学経済学部長、東京高等師範学校教授を経て、1946年京都帝国大学教授・経済学部長となる。京都大学経済研究所の創設に尽くし1962年初代所長となる。1966年定年退官、名誉教授、國學院大學経済学部教授。その後、同経済学部長。1979年國學院大學栃木短期大学3代学長（～1981年）に就任。1972年勲二等旭日重光章受勲。1982年日本学士院会員。1983年、死去。
教え子に京都近鉄百貨店社長を務めた若林誠郎、島根県知事を務めた恒松制治などがいる。

## 著書
- 『分配の理論』森山書店 1933
- 『価格の理論』日本評論社 1940
- 『経済学原理』日本評論社 1948
- 『経済学の基礎理論』白日書院 二十世紀教室 1948
- 『経済学の基礎知識』世界評論社 新らしい知識講座 1949
- 『労働価値論の研究』有斐閣 1951
- 『経済学入門』博文社 1952
- 『経済学概論』有斐閣 1955
- 『経済学』日本評論新社 社会科学双書 1956
- 『経済学要論』ミネルヴァ書房 現代経済学全書 1963
- 『現代資本主義論入門』日本評論社 1964
- 『現代経済学の基礎理論』ミネルヴァ書房 経済学の探求 1975
- 『現代経済学の史的展開』ミネルヴァ書房 経済学の探求 1975

### 共編著・監修
- 『経済学いかに学ぶべきか』迫間真治郎共編 東西出版社 1949
- 『経済原論 問題解説集』監修 高文社 経済学ハンドブック 1952
- 『経済政策 問題解説集』監修 高文社 経済学ハンドブック 1952
- 『経済学演習講座 [4] 経済学史』編　青林書院 1954
- 『経済学史』監修 高文社 経済学ハンドブック　1957
- 『経済学史』編 青林書院 新経済学演習講座　1960

### 記念論文集
- 『経済学における古典と現代』岸本誠二郎博士還暦記念論文集編集委員会編 日本評論社 1965